# Тромбон
Тромбон, скраћено Trbn. (може се још и срести (често у рукописним примерима) скраћеница Trb. према енглеском називу), код нас још познат и под немачким именом позауна, је лимени дувачки инструмент, средњег и дубоког регистра, по звуку најсроднији труби. Због сразмерно узане цеви и чашичастог усника тај је звук масиван, продоран и блистав, један од најмоћнијих у оркестру, премда може да буде и заобљен и мелодијски изражајан. Иако има и тромбона са вентилима (употребљавају се углавном у дувачким оркестрима), основни тип овог инструмента има нарочиту грађу цеви са тзв. повлачком, покретним, клизајућим делом, чијим се извлачењем укупна дужина повећава и добијају се дубљи тонови, а увлачењем смањује и тонска основа повишава. Разуме се да то омогућује и glissandro, који је овде, због снаге звука, жестоког и често гротескног дејства. Три тромбона, колико их најчешће има у оркестру, заједно са тубом често изводе акорде пуног и упечатљивог звучања (почетак увертире за оперу Набуко Ђузепеа Вердија)
Овде наведен обим је дат према могућностима најраспрострањенијег тенор-тромбона, данашњим записивањем у бас- и тенор-кључу.
Не рачунајући раније претке, породицу тромбона су до пред крај 19. века сачињавала три члана: алт-тромбон (чији је педални тон био Е♭, односно други аликвотни тон  са даљим низом), тенор-тромбон (са педалним тоном , други аликвотни тон  са даљим низом) и бас-тромбон (педални тон , други аликвотни тон  са даљим низом). Касније су се само друга два усталила као стални инструменти симфонијског оркестра, јер се уместо алт-тромбона, узимао још један тенор-тромбон у групи од три тромбона.
Бас-тромбон има обим од C до . На њему, због дужине цеви повлачка не може да се доведе у VII позицију (види: лимени дувачки инструменти), тако да има само шест позиција (од тона F у првој позицији наниже по пола степена). Данас је за ову врсту тромбона најраспрострањенији тенор-бас тромбон (комбинација оба тромбона уједно), односно тенор-тромбон који је снабдевен тзв. квартним- или F-вентилом. Овај вентил омогућава снижење обима тенор-тромбона наниже до C, а са укључивањем још и специјалног полукружног дела цеви, могућно је добити и тон  (који ипак није препоручљив за честу употребу). На тај начин се добијају сви полустепени између педалних тонова у контра-октави и тона Е, који је најнижи тон у обим тенор-тромбона. Педалне тонове од  наниже тешко је добити дубље од трећег или четвртог тона. 
Кад се данас говори о оркестарској групи од три тромбона (ако није изричито наглашено другачије), подразумевају се два тенор-тромбона и један бас- (односно тенор-бас) тромбон.
Као још једну врсту тромбона треба поменути и контрабас-тромбон (обим за октаву ниже од тенор-тромбона), који се више не користи, јер је његову улогу преузела труба.

## Историја

### Етимологија
"Тромбон" долази од италијанске речи tromba (труба) плус суфикс -он (велики), што значи "велика труба".
Током ренесансе, еквивалентни енглески израз био је „sackbut”. Реч се први пут појављује у судским списима 1495. године као „shakbusshe“ отприлике у време када се краљ Хенри VII оженио португалском принцезом која је са собом довела музичаре. „Shakbusshe” је сличан „sacabuche”, потврђеном у Шпанији још 1478. године. Француски еквивалент „saqueboute” појављује се 1466. године.
Немачки „posaune“ дуго је претходио проналаску тобогана и могао би да се односи на природну трубу све до раног петнаестог века.

### Порекло
И градови и дворови спонзорисали су бендове шалмаја и тромбона. Најпознатији и најутицајнији служио је војводу од Бургундије. Главна улога тромбона била је улога контратенора у плесном бенду. Тромбон се увелико користио широм Европе, од његовог појављивања у 15. веку до опадања у већини места средином касног 17. века. Коришћен је на догађајима на отвореном, на концертима и у литургијским окружењима. Код трубача, тромбонисти су у немачким градовима-државама били запослени као цивилни службеници. Као званичници, ови тромбонисти су често били стављени на стражу у градским кулама, али су такође најављивали долазак важних људи у град. Ово је слично улози војног трубача и коришћено је као знак богатства и снаге у немачким градовима из 16. века.
Међутим, ови тромбонисти су често посматрани одвојено од вештијих тромбониста који су свирали у групама као што су ансамбли дувачких алта капела и први оркестарски ансамбли. Они су се изводили у верским окружењима, као што је базилика Светог Марка у Венецији почетком 17. века.
Композитори који су писали за тромбон током овог периода су Клаудио Монтеверди, Хајнрих Шуц, Ђовани Габријели и његов ујак Андреа Габријели. Тромбон је удвостручио гласовне делове у светим делима, али постоје и соло дела писана за тромбон почетком 17. века.
Када се сакбат вратио у уобичајену употребу у Енглеској у 18. веку, италијанска музика је била толико утицајна да је инструмент постао познат као „тромбон“, иако се у неким земљама исти назив примењивао током читаве његове историје, тј. италијански trombone и немачки posaune. Тромбон из 17. века изграђен је у нешто мањим димензијама од модерних тромбона и имао је звоно које је било више конусно и мање проширено.
Током каснијег барокног периода, Јохан Себастијан Бах и Џорџ Фридерик Хендл су у неколико наврата користили тромбон. Бах је позвао на tromba di tirarsi да удвостручи кантус фирмус у неким од његових литургијских кантата, које могу бити облик блиско повезане слајд трубе. Бах је такође ангажовао хор од четири тромбона да удвостручи хор у три своје кантате (BWV 2, BWV 21 и BWV 38), као и квартет од три тромбона и једног корнета у кантати BWV 25. Хендл га је користио у Маршу смрти од Саула, Самсона и Израела у Египту. Сви су били примери ораторијумског стила популарног током раног 18. века. Нотације партитура су ретке јер је било доступно само неколико професионалних „Stadtpfeiffer“ или алта капелних музичара. Хендл је, на пример, морао да увезе тромбоне у Енглеску са краљевског двора у Хановеру у Немачкој, да би извео једну од својих већих композиција.

### Класични период
Кристоф Вилибалд Глук је био први велики композитор који је користио тромбон у оперској увертири, Alceste (1767), али га је користио и у операма као што су Orfeo ed Euridice, Iphigénie en Tauride (1779) и Echo et Narcisse.
Конструкција тромбона се релативно мало променила између барока и класичног периода. Најочитија промена била је у звону.
Прва употреба тромбона као независног инструмента у симфонији била је у Симфонији у Е♭ (1807) шведског композитора Јоахима Николаса Егерта. Али композитор коме се обично придају заслуге за увођење тромбона у симфонијски оркестар био је Лудвиг ван Бетовен у Симфонији бр. 5 у Ц-молу (1808). Бетовен је такође користио тромбоне у својој Симфонији бр. 6 у Ф-дуру („Пасторала”) и Симфонији бр. 9 („Хор”).